# Shade
Shade és una cançó del grup australià Silverchair que es va llançar com a quart senzill del seu àlbum de debut, Frogstomp. És l'únic senzill de l'àlbum que no es va incloure en la compilació The Best of Volume 1.

## Llista de cançons
CD Senzill AUS (MATTCD014)
1. "Shade"
2. "Madman (vocal mix)"
3. "Israel's Son (live)"